# Richard Morgan

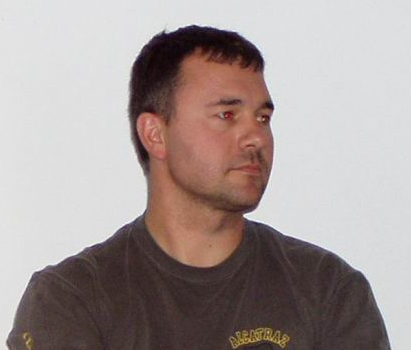
Richard Morgan

Richard K. Morgan (Norwich, 24 september 1965) is een Brits sciencefictionschrijver.
Na geschiedenis gestudeerd te hebben aan Queens' College in Cambridge gaf hij tijdelijk les in Engels om de wereld te kunnen bereizen. In 2002 publiceerde hij zijn eerste roman Altered Carbon. In dit boek mengt hij SF met het 'hardboiled' detectiveverhaal in de traditie van Dashiell Hammett en Raymond Chandler. Zijn antiheld, Takeshi Kovacs, leeft in een dystopische toekomstige maatschappij. De filmrechten van het boek werden verkocht aan filmproducent Joel Silver; de opbrengst stelde Morgan in staat zijn volledige tijd aan schrijven te gaan besteden. Hij won in 2003 de Philip K. Dick Award met deze roman.
In Broken Angels, het vervolg op Altered Carbon, worden SF en oorlogsfictie met elkaar vermengd. Market Forces was de eerste niet-Kovacs roman en is geplaatst in de nabije toekomst. Het was oorspronkelijk geschreven als kort verhaal, daarna als script. Morgan kreeg in 2005 de John W. Campbell Memorial Award voor dit werk. Woken Furies is het derde Kovacs-verhaal en waarschijnlijk ook het laatste.

### Takeshi Kovacs novels
- Altered Carbon (2002)
- Broken Angels (2003)
- Woken Furies (2005)

### A Land Fit For Heroes
- The Steel Remains (2008)
- The Cold Commands (2011)
- The Dark Defiles (2014)

### Black Man novels
- Black Man (2007)
- Thin Air (2018)
- Gone Machine (2023)

### Ander werk
- Market Forces (2004)

### Stripverhalen
- Black Widow: Homecoming (2005)
- Black Widow: The Things They Say About Her (2006)
- Altered Carbon: Download Blues (2019)
- Altered Carbon: One Life, One Death (2022)

### Video games
- Crysis 2 (2011), ontwikkeld door Crytek
- Syndicate (2012)
- A Land Fit For Heroes (2015)